# TiVulandia
TiVulandia è una raccolta di sigle di cartoni animati e programmi televisivi per bambini pubblicate dalla RCA Original Cast nel 1981, nonché l'intera collana discografica di cui questo è il primo volume: il capostipite di quello che diventerà un appuntamento fisso dedicato alle sigle delle serie animate, dei telefilm e dei programmi per bambini in onda sulle reti Rai e sui circuiti locali.
La collana, conclusasi nel 1987,  si compone di otto volumi, di cui sei con la denominazione TiVulandia successi e due dal titolo SuperTiVulandia.

## Ristampe in CD
La collana è stata interamente ristampata su CD ad opera della BMG, con una track list diversa rispetto alle storiche versioni in LP.
Nel 1994 vengono stampati tre volumi in due versioni: una ad opera della BMG ed una e della Yamato con copertina diversa ma identica scaletta e numero di catalogo..
Nel 2000 vengono ristampati i primi due volumi della serie come parte della Linea Kids mantenendo la stessa track list del 1994..
Nel 2001 vengono pubblicati due volumi dal titolo I fantastici cartoons e I cartonissimi che, di fatto, pur non avendo la stessa denominazione nel titolo, rappresentano una sorta di integrazione della collana, nonostante la presenza di molte sigle mai pubblicate sugli LP e su CD.
Nel 2003 vengono pubblicati i restanti volume 4 e 5 della serie, sempre per la Linea Kids.

## Tracce
Lato A
1. La spada di King Arthur (testo: Riccardo Zara – musica: Riccardo Zara) 3:36
2. Supercar Gattiger (testo: Gloria Martino – musica: Alessandro Centofanti) 3:20
3. Lulù (testo: Lucio Macchiarella – musica: Douglas Meakin, Mike Fraser) 3:57
4. Conan (testo: Lucio Macchiarella – musica: Massimo Buzzi) 2:51
5. Marco Polo (testo: Cesare De Natale – musica: Guido De Angelis, Maurizio De Angelis) 3:06
6. Pinocchio perché no? (testo: Carla Vistarini – musica: Fabio Massimo Cantini, Luigi Lopez) 3:37
7. Blue Noah (testo: Franco Migliacci – musica: Douglas Meakin, Aldo Tamborrelli) 3:36

Lato B
1. Daltanious (testo: Franco Migliacci – musica: Fabio Massimo Cantini) 2:26
2. Cybernella (testo: Carla Vistarini – musica: Fabio Massimo Cantini, Luigi Lopez) 3:56
3. Toriton (testo: Lucio Macchiarella – musica: Aldo Tamborrelli) 3:41
4. Candy Candy (testo: Lucio Macchiarella – musica: Mike Fraser, Bruno Tibaldi) 3:20
5. Trider G7 (testo: Franca Evangelisti – musica: Franco Micalizzi) 2:32
6. Megaloman (testo: Carlo Rossi – musica: Angelo Rotunno, Flavio Carraresi) 2:28
7. Mysha (testo: Lucio Macchiarella – musica: Douglas Meakin, Mike Fraser) 3:20

## Interpreti e cori
- Rocking Horse (Lato A n. 3 / Lato B n. 3-4-7)
- Superobots (Lato A n. 2-7 / Lato B n. 1-5)
- I Cavalieri del Re (Lato A n. 1)
- Georgia Lepore (Lato A n. 4)
- Oliver Onions (Lato A n. 5)
- Luigi Lopez con la gang di Pinocchio (Lato A n. 6)
- I Vianella (Lato B n. 2)
- Megalonsingers (Lato B n. 6)
- Cori: Paola Orlandi, i Piccoli Cantori di Milano diretti da Laura Marcora e i Piccoli Cantori diretti da Niny Comolli

## Elenco dell'opera completa
LP
- 1981 - TiVulandia successi n. 1
- 1982 - TiVulandia successi n. 2
- 1982 - TiVulandia successi n. 3
- 1983 - TiVulandia successi n. 4
- 1983 - TiVulandia n. 5
- 1983 - TiVulandia successi n. 6
- 1987 - Super Tivulandia

MC
- 1982 - TiVulandia successi n. 2
- 1983 - TiVulandia successi n. 4
- 1983 - TiVulandia successi n. 6
- 1984 - Supertivulandia
- 1994 - TiVulandia 3

CD
- 1994 - TiVulandia 1
- 1994 - TiVulandia 2
- 1994 - TiVulandia 3
- 2000 - I cartonissimi
- 2000 - I fantastici cartoons
- 2000 - TiVulandia 1
- 2000 - TiVulandia 2
- 2003 - TiVulandia 4
- 2003 - TiVulandia 5